# Willi Ascherfeld
Willi Ascherfeld ( - 13 de abril de 1945) foi um oficial alemão que serviu na  durante a Segunda Guerra Mundial. Foi condecorado com a Cruz de Cavaleiro da Cruz de Ferro.